# Río Slavechna
El Slavechna o Slovechna (en ucraniano: Словечна, en bielorruso: Славечна) es un río que nace en Ovruch (Ucrania), y que desemboca cerca de Narovlia (Bielorrusia). Es un afluente por la derecha del río Prípiat, tributario a su vez del río Dniéper, que desemboca en el embalse de Kiev (Ucrania central). Tiene una longitud de 158 km y una cuenca hidrográfica de 3.600 km².
En la parte bielorrusa, del río dependen diversos canales de riego además de un lago artificial. El Slavechna sigue su curso muy cerca del Zhelon y atraviesa la zona de alienación de Chernóbil.
- Datos: Q1848929
- Multimedia: Slovechna / Q1848929